# Fabian White Jr.
Pour les articles homonymes, voir Fabian et White.
Fabian White Jr., né le 29 novembre 1998 à Houston, au Texas, est un joueur américain de basket-ball évoluant au poste d'ailier.

## Biographie

### Carrière universitaire
Entre 2017 et 2022, il joue pour les Cougars de Houston à l'université de Houston.

### Carrière professionnelle

#### Lakers de South Bay (2022-2023)
Le 23 juin 2022, automatiquement éligible à la draft 2022 de la NBA, il n'est pas sélectionné.
En juillet 2022, il participe aux NBA Summer Leagues de Las Vegas et San Francisco avec les Lakers de Los Angeles.
Le 23 juillet 2022, il signe un contrat avec les Lakers de Los Angeles. Le 25 septembre 2022, il est libéré par les Lakers.
Le 22 octobre 2022, il rejoint les Lakers de South Bay, l'équipe de G-League affiliée aux Lakers.
En juillet 2023, il participe à la NBA Summer League de Las Vegas avec les Cavaliers de Cleveland.

#### Metropolitans 92 (2023-2024)
Le 14 août 2023, il signe avec l'équipe française des Metropolitans 92.

## Palmarès

### Universitaire
- First-team All-AAC en 2022
- AAC tournament MVP en 2022
- AAC All-Rookie team en 2018

## Statistiques

### Universitaires
Les statistiques de Fabian White Jr. en matchs universitaires sont les suivantes :
| Saison    | Équipe   | Matchs | Titul. | Min./m | % Tir | % 3pts | % LF | Rbds/m. | Pass/m. | Int/m. | Ctr/m. | Pts/m. |
| --------- | -------- | ------ | ------ | ------ | ----- | ------ | ---- | ------- | ------- | ------ | ------ | ------ |
| 2017-2018 | Houston  | 35     | 0      | 16,5   | 56,0  | 0,0    | 71,4 | 3,86    | 0,74    | 0,43   | 0,91   | 5,43   |
| 2018-2019 | Houston  | 32     | 21     | 18,3   | 45,7  | 0,0    | 67,2 | 4,00    | 0,69    | 0,44   | 0,59   | 6,34   |
| 2019-2020 | Houston  | 31     | 30     | 23,7   | 47,2  | 0,0    | 79,7 | 5,55    | 0,81    | 0,48   | 0,48   | 9,26   |
| 2020-2021 | Houston  | 13     | 0      | 15,5   | 50,8  | 40,0   | 70,0 | 4,08    | 0,77    | 0,38   | 0,85   | 6,15   |
| 2021-2022 | Houston  | 38     | 37     | 27,8   | 49,1  | 37,1   | 68,8 | 5,68    | 1,18    | 1,03   | 1,39   | 12,47  |
| Carrière  | Carrière | 149    | 88     | 21,2   | 49,0  | 36,4   | 71,5 | 4,72    | 0,86    | 0,59   | 0,87   | 8,28   |